# Список музеїв Зальцбурга (земля)
Цей список музеїв у землі Зальцбург (земля), Австрія, містить музеї, визначені для цього контексту як установи (включно з некомерційними організаціями, державними установами та приватними підприємствами), які збирають і піклуються про об'єкти культури, мистецтва, науки чи історичного інтересу та зробити свої колекції чи пов'язані з ними експонати доступними для загального огляду. Також включено некомерційні художні галереї та університетські художні галереї.
| Назва                                       | Фото | Розташування                  | Тип                   | Короткий опис |
| ------------------------------------------- | ---- | ----------------------------- | --------------------- | --- |
| 1 Блік Галлейн                              |      | Галлайн                       | Мистецтво             | Сайт, художня галерея |
| Музей спадщини Брамберга та мінералів       |      | Брамберг-ам-Вільдкогель       | Місцевий              | Інформація, краєзнавство, культура, корисні копалини                                                                                          |
| Бург Кламмштайн                             |      | Дорфгаштайн                   | Історичний будинок    | Сайт, тури замком з експонатами про історію, полювання, мінерали та торговельний шлях долини Гаштайн                                          |
| Бург Маутерндорф                            |      | Маутерндорф                   | Історичний будинок    | Екскурсії по середньовічному замку з фігурами в натуральну величину, що демонструють життя замку                                              |
| Музей розкопок собору                       |      | Зальцбург                     | Археологія            | Сайт, викопані артефакти |
| Кельтський музей Галлейн                    |      | Галлайн                       | Історія               | Сайт, історія та культура кельтів в районі |
| Бахшміде                                    |      | Вальс-Зіценгайм               | Місцевий              | Краєзнавчо-мистецький, культурно-виконавчий та культурний центр                                                                               |
| Фермерський музей Едельвейс-Альм            |      | Ваграйн                       | Сільське господарство | робоча традиційна ферма на пагорбі |
| Музей Фельбертурм Міттерзілль               |      | Міттерзілль                   | Місцевий              | Сайт, сільське мистецтво та ремесла, народна культура та спадщина, мінерали, сакральне мистецтво, історія гірських лиж                        |
| Фотохоф                                     |      | Зальцбург                     | Фотографія            | Центр фотографії: галерея, видавництво, бібліотека, архів, майстерні                                                                          |
| Музей печі                                  |      | Томаталь                      | Гірничий видобуток    | Сайт, відновлена доменна піч, яка використовується для плавки                                                                                 |
| Меморіальний центр Георга Тракля            |      | Зальцбург                     | Біографічний          | Сайт, Місце народження та життя поета Георга Тракля                                                                                           |
| Соляна шахта Галлейн                        |      | Галлайн                       | Гірничий видобуток    | Екскурсії по підземній соляній шахті |
| Хаус дер Натур                              |      | Зальцбург                     | Природнича історія    | Сайт, динозаври, геологія, тварини, тіло людини, космос, Крістіан Доплер, акваріум і зоопарк рептилій                                         |
| Головний музей замку Рітцен                 |      | Зальфельден-ам-Штайнернен-Мер | Різний                | Сайт, мінерали та скам'янілості, різьблені вертепи, вотивні таблички, експозиції старовинних кімнат, сільське господарство, художні експонати |
| Палац Хельбрунн                             |      | Зальцбург                     | Історія               | Палац із химерними садами, музей народної культури Зальцбурга, включаючи звичаї, народну побожність, домашнє життя та народну медицину        |
| Фортеця Гогензальцбург                      |      | Зальцбург                     | Історичний будинок    | Середньовічна фортеця з військовими експонатами, а також музей маріонеток                                                                     |
| Замок Гогенверфен                           |      | Верфен                        | Історичний будинок    | Середньовічна фортеця з історичним центром соколиного полювання                                                                               |
| Музей долини Хютшлаг                        |      | Гюттшлаг                      | Місцевий              | Сайт, сільський побут, видобуток корисних копалин                                                                                             |
| Будинок Джозефа Мора                        |      | Гінтерзее                     | Іграшки               | Сайт, колекція ляльок, ведмедиків, лялькових будиночків та іграшок                                                                            |
| Музей Карла Генріха Вагерля                 |      | Ваграйн                       | Літературний          | У будинку письменника Карла Генріха Ваґґерля представлена виставка про композитора Йозефа Мора                                                |
| Будинок Короля Небес                        |      | Рауріс                        | Природнича історія    | Сайт, хижі птахи, що знаходяться в національному парку Високий Тауерн                                                                         |
| Водний дивовижний світ Кримль               |      | Криммль                       | Природнича історія    | Сайт, вододіл Криммльського водоспаду |
| Ландський музей Верфенвенг                  |      | Верфенвенг                    | Спорт                 | Сайт, обладнання, історія та пам'ятні речі лижників                                                                                           |
| Музей маріонеток                            |      | Зальцбург                     | Маріонетки            | Сайт, розташований у фортеці Гогензальцбург, представлені історичні ляльки Зальцбурзького театру маріонеток                                   |
| Музей Міхаеля Гайдна                        |      | Зальцбург                     | Біографічний          | Сайт, життя музиканта Міхаеля Гайдна |
| Абатство Міхаельбойрн                       |      | Дорфбоєрн                     | Релігійний            | Екскурсії в абатство, релігійне мистецтво та артефакти                                                                                        |
| Гірничо-готичний музей Леоганга             |      | Леоганг                       | Різний                | Сайт, будинок шахтаря середньовіччя, мінерали, релігійне мистецтво пізнього середньовіччя, екскурсії по шахті                                 |
| Монтанський музей Альтбекштайн              |      | Бад-Гастайн                   | Різний                | Сайт, видобуток золота, солі, сільське господарство                                                                                           |
| Місце народження Моцарта                    |      | Зальцбург                     | Біографічний          | Сайт, життя композитора Вольфганга Амадея Моцарта та його родини                                                                              |
| Резиденція Моцарта                          |      | Зальцбург                     | Біографічний          | Сайт, реконструйований будинок 18-го століття родини композитора Вольфганга Амадея Моцарта                                                    |
| Моцартахаус Санкт-Гільген                   |      | Санкт-Гільген                 | Історія               | Сайт, суспільство та культура за життя родини Моцартів                                                                                        |
| Музей на Кастентурмі                        |      | Бішофсгофен                   | Різний                | Сайт, археологія, сакральне мистецтво, скульптура, живопис, літургійні інструменти                                                            |
| Музей у князя Штокля                        |      | Ебенау                        | Місцевий              | Сайт, краєзнавство, ковальські знаряддя та обладнання, сільське господарство, мисливство, лісове господарство                                 |
| Музей у Відумспфісте                        |      | Ебенау                        | Місцевий              | Сайт, сільське життя, гірнича справа, ремесла                                                                                                 |
| Музей сучасного мистецтва Зальцбурга        |      | Зальцбург                     | Мистецтво             | Сайт, два місця в Зальцбурзі |
| Національний парк Світи                     |      | Міттерзілль                   | Природнича історія    | Сайт, один із центрів для відвідувачів Національного парку Високий Тауерн                                                                     |
| Паломницький і парафіяльний музей Маріапфар |      | Маріапфар                     | Релігійний            | Сайт, церковне мистецтво та скарби парафіяльної церкви                                                                                        |
| Резиденцгалерея                             |      | Зальцбург                     | Мистецтво             | Живопис 16-19 століть |
| Римський музей Валлзе-Зіндельбург           |      | Валзее-Зіндельбург            | Історія               | Сайт, Стародавні римські артефакти та експонати з життя в цьому районі                                                                        |
| Зальцбурзький музей бароко                  |      | Зальцбург                     | Мистецтво             | Сайт, прогресивні ескізи та проєкти монументальних споруд XVII—XVIII ст.оліть                                                                 |
| Зальцбурзький собор                         |      | Зальцбург                     | Історичний будинок    | Бароковий собор XVII століття з колекцією золотих робіт, текстилю, скульптури та живопису середньовіччя та бароко                             |
| Зальцбурзький музей                         |      | Зальцбург                     | Місцевий              | Історія міста, меблі, археологія, експонати сучасного мистецтва, панорама міста                                                               |
| Зальцбурзький музей під відкритим небом     |      | Гросгмайн                     | Під відкритим небом   | Сайт, понад 100 реконструйованих оригінальних сільськогосподарських будівель, предметів різних ремесел, сільського бізнесу та промисловості   |
| Зальцбурзька резиденція                     |      | Зальцбург                     | Історичний будинок    | Міський палац архієпископів Зальцбурга |
| Дім-музей Сіґла                             |      | Санкт-Георген-бай-Зальцбург   | Місцевий              | Сайт |
| Тиха ніч і музей спадщини Оберндорф         |      | Оберндорф-бай-Зальцбург       | Історія               | Сайт, Місце першої вистави «Тихої ночі», історія її виникнення                                                                                |
| Музей тихої ночі Арнсдорф                   |      | Лампрехтсгаузен               | Біографічний          | Сайт, життя шкільного вчителя Франца Ксавера Ґрубера, композитора «Тихої ночі».                                                               |
| Музей тихої ночі Галлейн                    |      | Галлайн                       | Історія               | Сайт, будинок початку 19-го століття Франца Ксавера Ґрубера, композитора «Тихої ночі».                                                        |
| Музей тихої ночі Маріапфарр                 |      | Маріапфар                     | Біографічний          | Сайт, життя композитора Йозефа Мора |
| Музей Шпільцуга                             |      | Зальцбург                     | Дитячий               | Сайт, іграшки |
| Центр Стефана Цвейга                        |      | Зальцбург                     | Мистецтво             | Сайт, життя і творчість Стефана Цвейга |
| Штігль-Браувельт                            |      | Зальцбург                     | Напої                 | Сайт, історія пивоваріння |
| Таурацька залізниця                         |      | Маутерндорф                   | Залізниця             | Експонати залізниці |
| Музей Унтерсберга                           |      | Гредіг                        | Гірничий видобуток    | Сайт, видобуток мармуру та його вплив на економіку, соціальну історію та історію мистецтва                                                    |
| Музей автомобілів Гельмута Феттера          |      | Капрун                        | Автомобільний         | Сайт, класичні автомобілі 1950—1970-х років                                                                                                   |
| Музей води                                  |      | Зальцбург                     | Історія               | Сайт, елеваторний резервуар та історія водопостачання міста                                                                                   |